# Abrus aureus
Abrus aureus, vrsta cvjetnice iz porodice mahunarki. Endem je s Madagaskara gdje je poznat pod mnogim nazivima (masamamboagara, Yeux de Corbeaux, i drugim).. Postoje dvije podvrste; penjačice.
Opisao ju je René Viguier u Notulae Systematicae. Herbier du Museum de Paris 14(3): 173–174. 1951.

## Podvrste
- Abrus aureus subsp. aureus
- Abrus aureus subsp. littoralis (R.Vig.) Verdc.